# Khyle Marshall
Khyle Marshall (Miami, 1º marzo 1992) è un ex cestista e allenatore di pallacanestro statunitense con cittadinanza santaluciana.